# 2015-ös tuniszi terrortámadás
A 2015-ös tuniszi terrortámadás 2015. március 18-án történt Tunézia fővárosában, amikor három fegyveres iszlamista terrorista megtámadta a tunéziai parlament tőszomszédságában lévő Bardo Nemzeti Múzeumot, meggyilkolva összesen 24 személyt, köztük 20 külföldi turistát, illetve megsebesítve mintegy 50 személyt. A támadók túszokat is szedtek az épületben, mielőtt a rendőrség kettőt közülük lelőtt volna. A harmadik terrorista jelenleg szökésben van. Tunézia történetében ez volt a legsúlyosabb terrortámadás, megelőzve a 2002. évi Griba zsinagóga elleni robbantásos merényletet.
A támadásért az Iraki és Levantei Iszlám Állam (ISIS) vállalta a felelősséget és további merényletek végrehajtásával fenyegetőzött. Két nappal később a szervezet ugyancsak magára vállalt két mecsetnél történt robbantást Jemen fővárosában, Szanaa-ban.